# ケーフェイ (書籍)
『ケーフェイ』は、日本のプロレスラー、佐山聡の著書。1985年にナユタ出版会から刊行された。本のタイトルはプロレス界の隠語「ケーフェイ」から取った。
新装版の表紙裏によれば、「ケーフェイ」は聞かれるとまずい会話をしている時に他人が入ってきた際、話題を変えるための合図に用いる隠語であり、かつ詐欺師、インチキ、捏造などの意味があるという。

## 概要
第1次UWF退団時、佐山が著したプロレスの暴露本で、ターザン山本がプロローグとエピローグを書いている。
内容としては、佐山の格闘技に対する哲学を語りながら、当時の新日本プロレスの内情などについて暴露するといったもの。佐山はシューティング(格闘技)へのこだわりが深く、宙返りなどのパフォーマンスを強いられていたタイガーマスク時代は格闘家佐山聡にとっては「生き恥」そのものであり、これは遊びなんだと自分に言い聞かせることで耐えていたこと、それが故にショー的なプロレスを行う新日本プロレスからの離脱に至った。
曰く、道場では格闘技の練習が行われているが、試合会場ではそれが生かせないこと。プロレスはお客のリクエストに応える、勧善懲悪のエンターテインメント性の強いものであること。ロープに振られた時は自らの意思で走っていること。多くのプロレス技は相手との暗黙の了解がなければ絶対にかからないもので、格闘技では使えないものあること。中学生のプロレスファンに、興業の勝敗を完全に予想されてしまったことなどである（これは高田延彦が経験した逸話の紹介）。
また、いずれプロレスの全貌が明らかになった時に、ファンは騙されたと思うであろうという主旨の予言がなされている。佐山本人もまるで自分が詐欺師になったような気持ちでいたという。
そして16年を経た2001年、新日本プロレスでレフェリー・マッチメーカーなどを務めたミスター高橋による暴露本『流血の魔術 最強の演技』が発表される。これは佐山が表した本書よりもさらに踏み込み、プロレスが格闘技や勝負・スポーツなどではなく、ショーでありエンターテインメントであることを明確に暴露したものであった。

## その他
- 1990年に同じくナユタ出版会から新装版が発売されている。